# Botija
Botija è un comune spagnolo di 183 abitanti situato nella comunità autonoma dell'Estremadura.